# Joaquim Ayats i Bartrina
Joaquim Ayats i Bartrina (Girona, 10 de maig de 1980) és un polític català. Portaveu d'Esquerra Girona. Actualment és tinent d'alcalde de Girona des del juny de 2023. Treballa al sector de la banca i milita des de 2004 a Esquerra Republicana de Catalunya, partit amb el qual en les eleccions municipals de 2007 fou elegit regidor a l'ajuntament de Girona i s'ocupà de l'Àrea de Joventut, càrrec que va ocupar fins al 2011. A les eleccions generals espanyoles de 2015 i 2016 fou elegit senador per la circumscripció de Girona pel mateix partit. Al Senat, Ayats va ser el portaveu de les comissions d'Hisenda, Economia i Empresa; Indústria, Turisme i Comerç; Treball, Migracions i Seguretat Social, i d'Incompatibilitats.
A partir de 2019 fou novament regidor de l'Ajuntament de Girona i, alhora, fou designat diputat provincial. De l'1 de setembre de 2020 fins al maig de 2023 fou vicealcade de Girona, fruit d'un pacte amb el grup municipal de Junts per Catalunya, liderat per l'alcaldessa Marta Madrenas. També va assumir la regidoria de Cultura.
Va encapçalar la candidatura d'Esquerra a les eleccions municipals del 2023 a Girona. Després de les eleccions del 28M, ERC va pactar el govern municipal amb Guanyem Girona i Junts. Des de llavors és segon tinent d'alcalde i regidor de Cultura.